# ميس تورنفوري
ميس تورنفوري (الاسم العلمي:Celtis tournefortii) هو نوع من النباتات يتبع جنس الميس من الفصيلة القنبية.
سمي هذا النوع نسبةً إلى عالم النبات الفرنسي جوزف بيتون دو تورنفور.